# Rambrouch

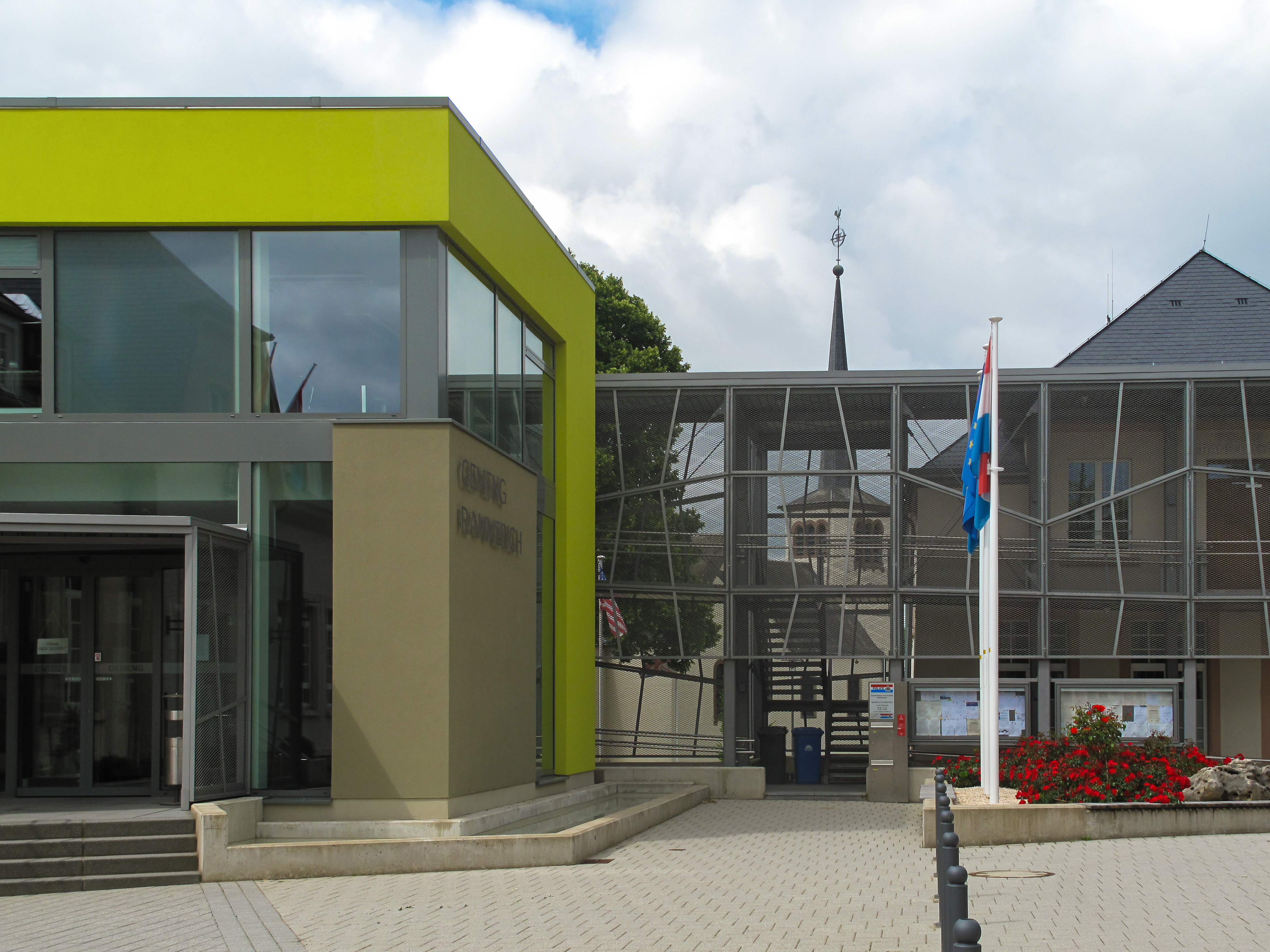
Rambrouch, gemeentehuis met kerktoren (l'église Saint-Gilles)

Rambrouch (Luxemburgs: Rammerech, Duits: Rambruch) is een gemeente in het Luxemburgse Kanton Redange.
De gemeente heeft een totale oppervlakte van 79,09 km² en telde 3706 inwoners op 1 januari 2007.
De gemeente is op 1 januari 1979 gevormd door de fusie van de gemeenten Arsdorf, Bigonville, Folschette en Perlé.

## Evolutie van het inwoneraantal
| Jaar                              | 2001 | 2002 | 2003 | 2004 | 2005 |
| --------------------------------- | ---- | ---- | ---- | ---- | ---- |
| Inwoneraantal                     | 3332 | 3397 | 3442 | 3517 | 3581 |
| Opmerking: tellingen op 1 januari |      |      |      |      |      |

## Plaatsen in de gemeente
- Arsdorf
- Bigonville
- Bilsdorf
- Eschette
- Folschette
- Haut-Martelange
- Holtz
- Hostert
- Koetschette
- Perlé
- Rambrouch
- Rombach
- Schwiedelbrouch
- Wolwelange